# Clementa Pinckney
Pour les articles homonymes, voir Pinckney.
Clementa Carlos Pinckney, né le 30 juin 1973 à Beaufort en Caroline du Sud et mort le 17 juin 2015 à Charleston dans la fusillade de l'église de Charleston, est un pasteur méthodiste et homme politique américain, membre du Parti démocrate et « militant pour le contrôle des armes et des violences policières ». 

## Biographie
Il est élu à l'Assemblée générale de Caroline du Sud de 1997 à son décès, en premier temps à la Chambre des représentants de 1997 à 2001 pour le 122e district puis au Sénat pour le 45e district de 2001 à 2015.

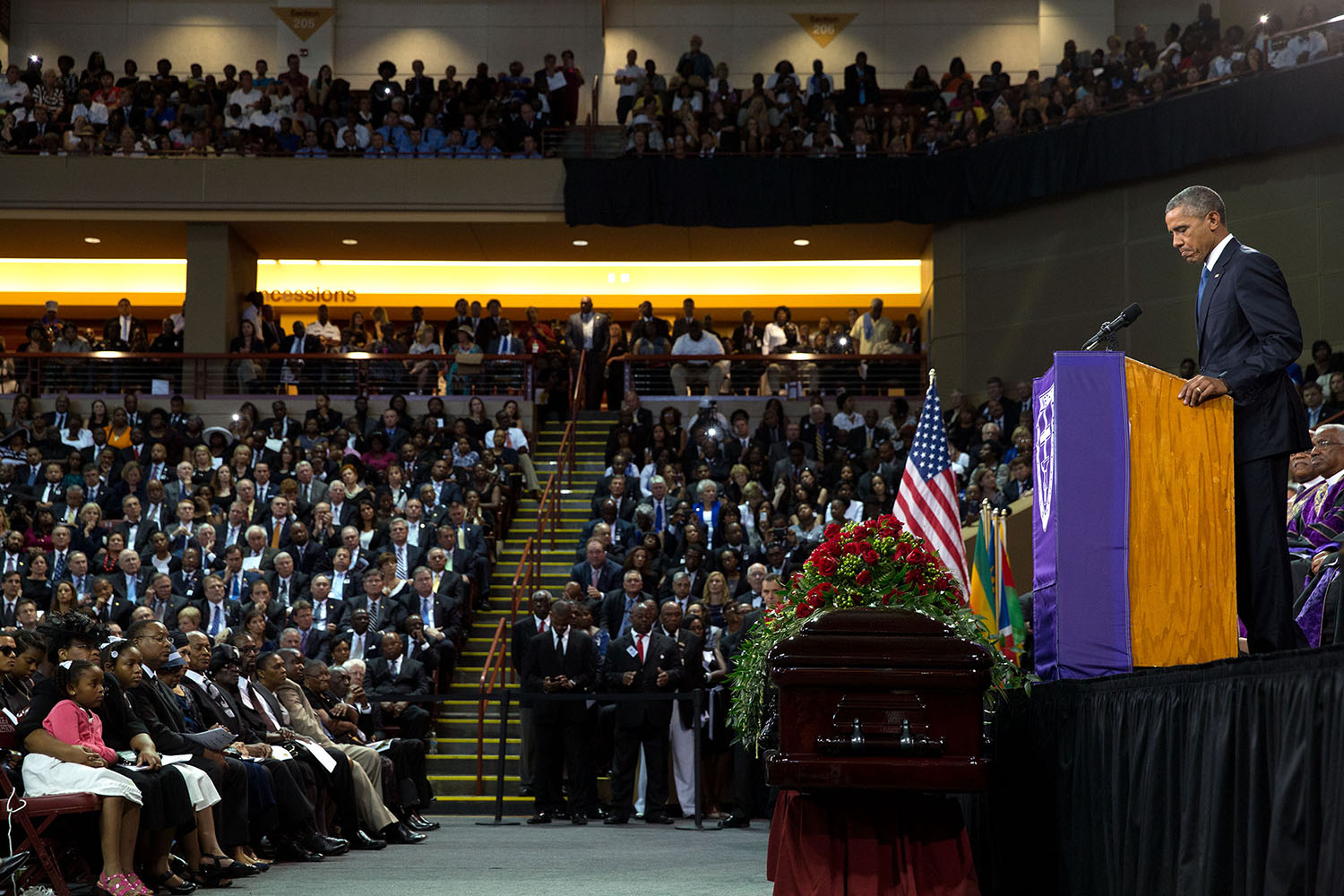
Funérailles.

Le 26 juin 2015, le président des États-Unis, Barack Obama, entonne l'hymne religieux Amazing Grace au terme de l'éloge funèbre qu'il prononce lors de la cérémonie en mémoire de Clementa Pinckney et des huit fidèles de son église.